# Геологія Тихоокеанського Північного Заходу

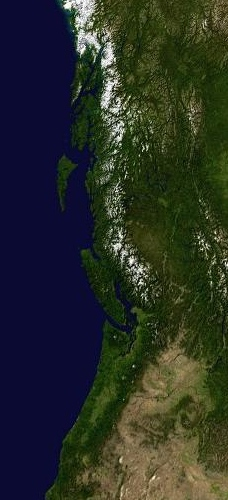
Північний захід Тихого океану з космосу

Геологія Тихоокеанського північного заходу включає склад (включаючи гірські породи, мінерали та ґрунти), структуру, фізичні властивості та процеси, що формують Тихоокеанський північно-західний регіон Північної Америки. Регіон є частиною Вогняного кільця: опускання Тихоокеанської та Фараллонської плит під Північноамериканську плиту спричинило багато мальовничих особливостей регіону, а також деякі небезпеки, такі як вулкани, землетруси та зсуви.
Геологія тихоокеанського північного заходу обширна та складна. Більша частина регіону почала формуватися приблизно 200 мільйонів років тому, коли Північноамериканська плита почала дрейфувати на захід під час розлому Пангеї . З того часу західний край Північної Америки виріс на захід, оскільки вздовж континентальної окраїни було додано послідовність острівних дуг і різноманітних порід океанського дна.
У цьому регіоні виділяють щонайменше п’ять геологічних провінцій: Вулканічний пояс Каскад, плато Колумбія, Північні Каскади, Прибережні гори та Острівні гори. Вулканічний пояс Каскад є активною вулканічною зоною вздовж західної частини Тихоокеанського Північного Заходу. Плато Колумбія — це район із м'яким рельєфом, розташований у глибині материка за Вулканічним поясом Каскад, а Північні Каскади — це гірський регіон на північному заході США, що простягається до Британської Колумбії. Прибережні гори та Острівні гори утворюють гірський ланцюг уздовж узбережжя Британської Колумбії, кожен з яких має свою власну геологічну історію.